# Maria Adelaide di Braganza
Maria Adelaide di Braganza (nome completo in portoghese Maria Adelaide Manuela Amélia Micaela Rafaela, coniugata van Uden; Saint-Jean-de-Luz, 31 gennaio 1912 – Caparica, 24 febbraio 2012) è stata un'infanta portoghese.

## Biografia

### Gioventù
Nacque a Saint-Jean-de-Luz, in Francia. I suoi padrini di battesimo furono il re Manuele II, ultimo sovrano portoghese, e la regina madre Amelia d'Orléans. Studiò al Collegio Sacro Cuore di Riedenberg, in Baviera.

### Vita adulta
Lavorò a Vienna come infermiera e assistente sociale e, durante la seconda guerra mondiale, partecipò alla resistenza. Per questo motivo stava per essere condannata alla pena capitale, ma l'intervento di António de Oliveira Salazar portò al suo rilascio.
Andò a vivere in Svizzera per fare ritorno in Austria e, nel 1949, in Portogallo, a Caparica. Quattro anni prima, il 13 ottobre 1945 a Vienna, sposò il dottor Nicolaas van Uden (Venlo, 5 marzo 1921 - Lisbona, 5 febbraio 1991), un biochimico olandese naturalizzato portoghese nel 1975, grande autorità scientifica in materia dello sviluppo dei lieviti.
Si spostò con la famiglia a Quinta do Carmo e continuò a operare nell'assistenza sociale, ricoprendo la carica di presidente della D. Nunes Alvares Pereira Foundation.

### Ultimi anni
Rimase vedova nel 1991 e morì il 24 febbraio 2012, meno di un mese dopo il suo centesimo compleanno, occasione nella quale fu insignita dell'Ordine al Merito dal presidente della Repubblica Aníbal Cavaco Silva, in riconoscimento del suo lavoro in ambito sociale.
È sepolta nel Monastero dos Jerónimos a Lisbona.

## Discendenza
Maria Adelaide di Braganza e Nicolaas 
van Uden ebbero nacquero quattro figli e due figlie:
- Adriano Sergio di Braganza-van Uden (9 aprile 1946), sposato con Maria de Jesus de Saldanha de Sousa Menezes;
- Nuno Michele di Braganza-van Uden (2 settembre 1947), sposato con Maria do Rosário Cayolla Bonneville;
- Francesco Saverio Damiano di Braganza-van Uden (8 settembre 1949), sposato Maria Teresa Gil Henriques;
- Filippa Teodora di Braganza-van Uden (22 giugno 1951), sposata con António Manuel d'Atouguia Fontes da Rocha;
- Michele Ignazio di Braganza-van Uden (31 luglio 1953), sposato con Maria do Carmo Leão Ponce Dentinho;
- Maria Teresa de Bragança-van Uden (24 giugno 1956), sposata con João Ricardo da Cámara Chaves.

## Titoli e trattamento
- 31 gennaio 1912 - 24 febbraio 2012: Sua Altezza Reale, l'infanta Maria Adelaide di Braganza

## Ascendenza
|                                               |                                             |                                                | Genitori                                         |  |  | Nonni |  |  | Bisnonni                   |  |  | Trisnonni                 |  |
|                                               |                                             |                                                |                                                  |  |  |       |  |  | Giovanni VI del Portogallo |  |  | Pietro III del Portogallo |  |
|                                               |                                             |                                                |                                                  |  |  |       |  |  | Giovanni VI del Portogallo |  |  | Pietro III del Portogallo |  |
|                                               |                                             | Maria I del Portogallo                         |                                                  |  |  |       |  |  | Giovanni VI del Portogallo |  |  |                           |  |
| Michele I del Portogallo                      |                                             |                                                |                                                  |  |  |       |  |  | Giovanni VI del Portogallo |  |  |                           |  |
|                                               |                                             | Carlotta Gioacchina di Borbone-Spagna          | Carlo IV di Spagna                               |  |  |       |  |  |                            |  |  |                           |  |
|                                               |                                             | Carlotta Gioacchina di Borbone-Spagna          | Carlo IV di Spagna                               |  |  |       |  |  |                            |  |  |                           |  |
|                                               |                                             | Carlotta Gioacchina di Borbone-Spagna          | Maria Luisa di Borbone-Parma                     |  |  |       |  |  |                            |  |  |                           |  |
| Michele Gennaro di Braganza                   |                                             | Carlotta Gioacchina di Borbone-Spagna          |                                                  |  |  |       |  |  |                            |  |  |                           |  |
|                                               |                                             | Costantino di Löwenstein-Wertheim-Rosenberg    | Carlo Tommaso di Löwenstein-Wertheim-Rosenberg   |  |  |       |  |  |                            |  |  |                           |  |
|                                               |                                             | Costantino di Löwenstein-Wertheim-Rosenberg    | Carlo Tommaso di Löwenstein-Wertheim-Rosenberg   |  |  |       |  |  |                            |  |  |                           |  |
|                                               |                                             | Costantino di Löwenstein-Wertheim-Rosenberg    | Sofia di Windisch-Grätz                          |  |  |       |  |  |                            |  |  |                           |  |
| Adelaide di Löwenstein-Wertheim-Rosenberg     |                                             | Costantino di Löwenstein-Wertheim-Rosenberg    |                                                  |  |  |       |  |  |                            |  |  |                           |  |
|                                               |                                             | Agnese di Hohenlohe-Langenburg                 | Carlo Ludovico I di Hohenlohe-Langenburg         |  |  |       |  |  |                            |  |  |                           |  |
|                                               |                                             | Agnese di Hohenlohe-Langenburg                 | Carlo Ludovico I di Hohenlohe-Langenburg         |  |  |       |  |  |                            |  |  |                           |  |
|                                               |                                             | Agnese di Hohenlohe-Langenburg                 | Amalia Enrichetta di Solms-Baruth                |  |  |       |  |  |                            |  |  |                           |  |
| Maria Adelaide di Braganza                    |                                             | Agnese di Hohenlohe-Langenburg                 |                                                  |  |  |       |  |  |                            |  |  |                           |  |
|                                               | Costantino di Löwenstein-Wertheim-Rosenberg | Carlo Tommaso di Löwenstein-Wertheim-Rosenberg |                                                  |  |  |       |  |  |                            |  |  |                           |  |
|                                               | Costantino di Löwenstein-Wertheim-Rosenberg | Carlo Tommaso di Löwenstein-Wertheim-Rosenberg |                                                  |  |  |       |  |  |                            |  |  |                           |  |
|                                               | Costantino di Löwenstein-Wertheim-Rosenberg | Sofia di Windisch-Grätz                        |                                                  |  |  |       |  |  |                            |  |  |                           |  |
| Carlo I di Löwenstein-Wertheim-Rosenberg      | Costantino di Löwenstein-Wertheim-Rosenberg |                                                |                                                  |  |  |       |  |  |                            |  |  |                           |  |
|                                               |                                             | Agnese di Hohenlohe-Langenburg                 | Carlo Ludovico I di Hohenlohe-Langenburg         |  |  |       |  |  |                            |  |  |                           |  |
|                                               |                                             | Agnese di Hohenlohe-Langenburg                 | Carlo Ludovico I di Hohenlohe-Langenburg         |  |  |       |  |  |                            |  |  |                           |  |
|                                               |                                             | Agnese di Hohenlohe-Langenburg                 | Amalia Enrichetta di Solms-Baruth                |  |  |       |  |  |                            |  |  |                           |  |
| Maria Teresa di Löwenstein-Wertheim-Rosenberg |                                             | Agnese di Hohenlohe-Langenburg                 |                                                  |  |  |       |  |  |                            |  |  |                           |  |
|                                               |                                             | Luigi II del Liechtenstein                     | Giovanni I Giuseppe del Liechtenstein            |  |  |       |  |  |                            |  |  |                           |  |
|                                               |                                             | Luigi II del Liechtenstein                     | Giovanni I Giuseppe del Liechtenstein            |  |  |       |  |  |                            |  |  |                           |  |
|                                               |                                             | Luigi II del Liechtenstein                     | Giuseppa di Fürstenberg-Weitra                   |  |  |       |  |  |                            |  |  |                           |  |
| Sofia del Liechtenstein                       |                                             | Luigi II del Liechtenstein                     |                                                  |  |  |       |  |  |                            |  |  |                           |  |
|                                               |                                             | Franziska Kinsky von Wchinitz und Tettau       | Francesco di Paola Kinsky di Wchinitz und Tettau |  |  |       |  |  |                            |  |  |                           |  |
|                                               |                                             | Franziska Kinsky von Wchinitz und Tettau       | Francesco di Paola Kinsky di Wchinitz und Tettau |  |  |       |  |  |                            |  |  |                           |  |
|                                               |                                             | Franziska Kinsky von Wchinitz und Tettau       | Teresa Antonia Barbara di Wrbna e Freudenthal    |  |  |       |  |  |                            |  |  |                           |  |
|                                               |                                             | Franziska Kinsky von Wchinitz und Tettau       |                                                  |  |  |       |  |  |                            |  |  |                           |  |